# Deux tout seuls
Pour plus de détails, voir Fiche technique et Distribution.
Deux tout seuls (Two Alone) est un film américain pré-code en noir et blanc réalisé par Elliott Nugent et Charles Kerr, sorti en 1934.

## Synopsis
Mazie, une pauvre orpheline, est maltraitée par le cruel fermier Slag et sa femme pour qui elle travaille. Quand arrive Adam, qui s'est échappé de sa maison de redressement, il est mis au travail par Slag et est lui aussi maltraité. Mazie et Adam tombent amoureux, mais sont menacés par Slag. Un nouveau fermier détient la clé de leur bonheur et du passé de Mazie.

## Fiche technique
- Titre français : Deux tout seuls
- Titre français alternatif : Âmes seules
- Titre original : Two Alone
- Réalisation : Elliott Nugent et Charles Kerr
- Scénario : Josephine Lovett, Joseph Moncure March, d'après la pièce Wild Birds de Dan Totheroh
- Producteur : Merian C. Cooper, David Lewis
- Société de distribution : RKO Radio Pictures
- Musique : Max Steiner
- Photographie : Lucien N. Andriot
- Montage : Arthur Roberts
- Direction artistique : Charles M. Kirk, Van Nest Polglase
- Pays d'origine : États-Unis
- Langue d'origine : anglais
- Genre : mélodrame
- Format : noir et blanc - projection : 1.37:1 - Son : Mono (R.C.A. Victor System)
- Durée : 75 min
- Dates de sortie : 
  - États-Unis : 26 janvier 1934
  - France : 24 mai 1935

## Distribution
- Jean Parker : Mazie
- Tom Brown : Adam
- Zasu Pitts : Esthey Roberts
- Arthur Byron : Slag
- Beulah Bondi : Mme Slag
- Nydia Westman : Corie
- Willard Robertson : George Marshall
- Charley Grapewin : Sandy Roberts
- Emerson Treacy : Milt Pollard
- Paul Nicholson : le shériff